# Mariana Zaffaroni
Mariana Zaffaroni Islas (Buenos Aires, 22 de marzo de 1975) fue una niña argentina secuestrada y desaparecida junto a sus padres uruguayos en 1976, localizada en 1983 y restituida en 1992.

## Biografía
Mariana Zaffaroni nació en Buenos Aires en 1975. Hija de los uruguayos María Emilia Islas Gatti y Jorge Roberto Zaffaroni Castilla, ambos estudiantes de magisterio y militantes de la Asociación de Estudiantes Magisteriales de Montevideo.
Fue secuestrada en su domicilio en el partido de Vicente López de la Provincia de Buenos Aires, junto a sus padres el 27 de septiembre de 1976 en la localidad de Florida, en el marco del Plan Cóndor, cuando Mariana contaba solo con 18 meses.
Ese 27 de setiembre los secuestradores de Jorge Zaffaroni lo detienen en la calle y lo llevan a su domicilio. Luego de allanar y desvalijar la casa, esperan a que llegue su esposa, María Islas, con la hija de ambos. En ese momento se produce el secuestro y desaparición de los tres.
Fueron trasladados a Automotores Orletti, un centro de detención y torturas clandestino, permaneciendo unos días junto a otras personas secuestradas, hasta que fue apropiada por un agente integrante de la Secretaría de Informaciones del Estado (SIDE-Argentina) que, junto con su esposa, la inscriben falsamente como hija propia del matrimonio Furci-Gonzáles, con otro nombre y como nacida el 29 de setiembre de 1975.
Mariano Casella, su esposa y vecinos fueron testigos del secuestro, y hay testigos que afirman que, en el momento del secuestro, su madre estaba embarazada de tres meses de su segundo hijo.
Pudo saberse por testimonios de sobrevivientes que los tres permanecieron detenidos en el centro clandestino de detención "Automotores Orletti". Hay testigos que los vieron allí hasta el 30 de septiembre de 1976.
 

De acuerdo a investigaciones llevadas a cabo en Uruguay, entre el 5 y el 6 de octubre habría habido un vuelo clandestino donde todos los detenidos de Automotores Orletti habrían sido llevados a Montevideo, donde después fueron asesinados.

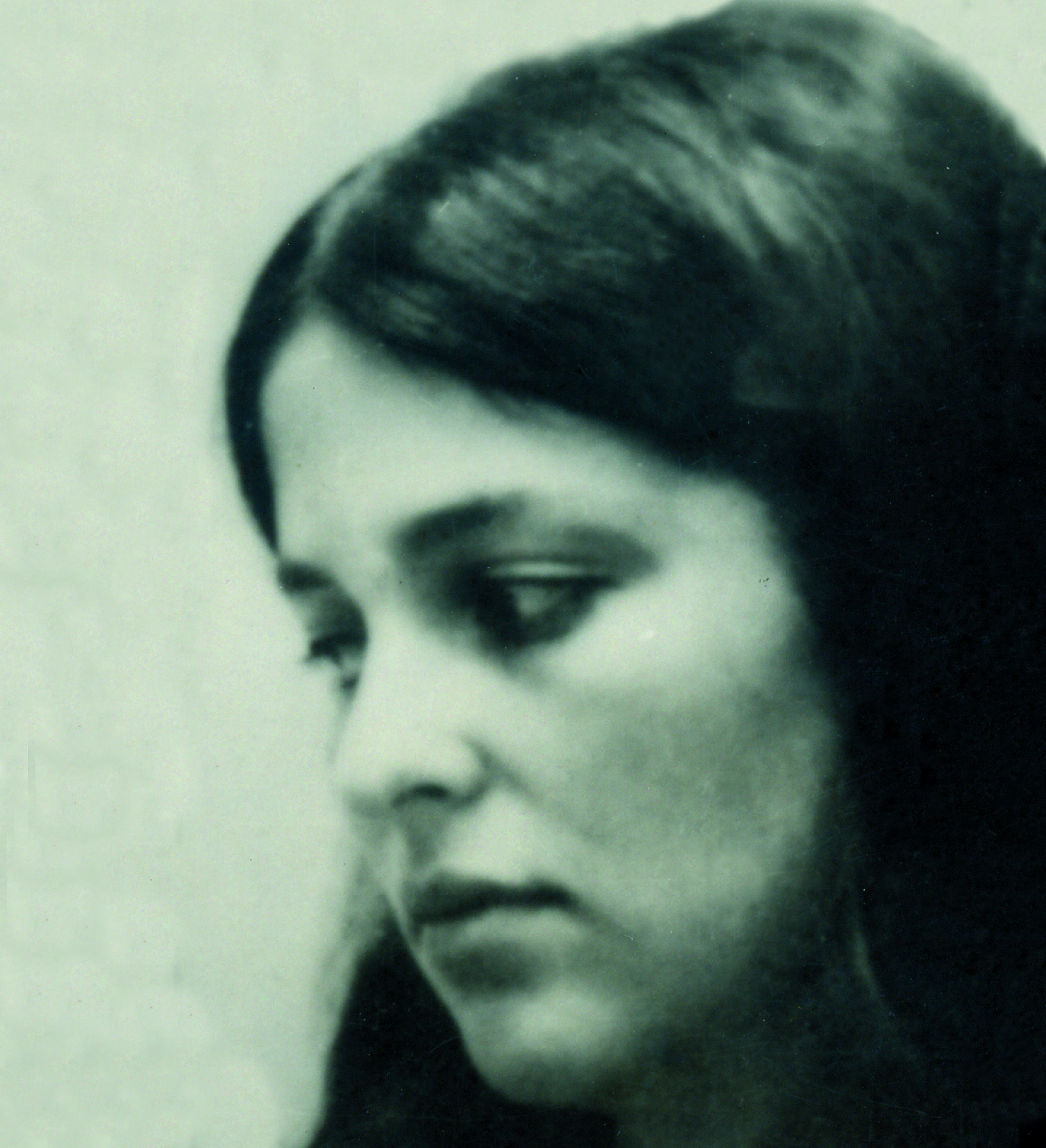
María Emilia Islas Gatti, madre de Mariana Zaffaroni Islas

Sobre el nacimiento del otro hijo de sus padres no se ha logrado averiguar nada, aunque es posible que haya nacido en un centro de detención clandestino, ya que muchas de las mujeres detenidas embarazadas fueron mantenidas con vida para apropiarse de sus hijos.

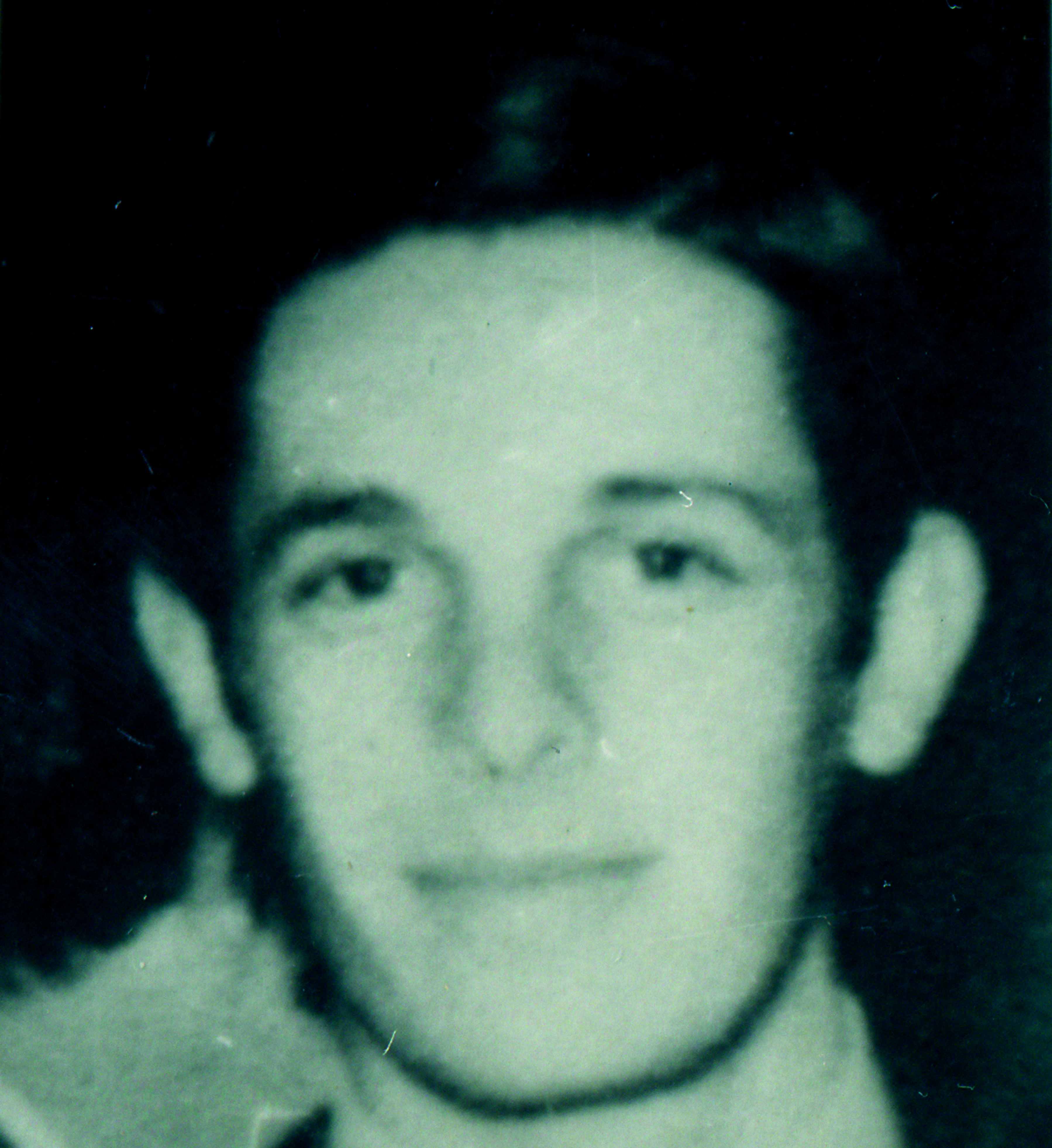
Jorge Roberto Zaffaroni Castilla, padre de Mariana Zaffaroni Islas

Durante años su abuela materna María Ester Gatti de Islas, junto a Abuelas de Plaza de Mayo, realizó numerosas averiguaciones y siguió pistas hasta que en enero de 1983 el diario brasileño "O Estado de Sao Pablo" publica una entrevista a un exmilitar argentino que cuenta que uno de sus compañeros había adoptado a una niña de un matrimonio uruguayo secuestrado en 1976, y a partir de ese indicio es que por fin la familia de Mariana logra dar con su paradero.
Sobre el final de las dictaduras de Argentina y de Uruguay se realiza una intensa campaña de búsqueda a través de la difusión de fotografías y la fotografía de Mariana de bebé se transformó en un ícono de la búsqueda de los niños y niñas apropiados en ambas márgenes del Río de la Plata.
Finalmente es localizada a través de una investigación realizada por sus familiares y el 22 de agosto de 1984 María Isabel Chorobik de Mariani, Estela Barnes de Carlotto y Milton Romani radican la denuncia judicial ante el Juzgado de Instrucción.
En 1985 se ordena a través de la justicia que sean realizados exámenes genéticos, lo que genera que la familia apropiadora la saque de Argentina mudándose a Asunción, Paraguay.
En 1992, cuando ya era una adolescente, es re-localizada. A través de la justicia se ordena la realización de una prueba de ADN, y el 22 de junio de 1992 se le restituye su identidad,pasando así a ser la nieta restituida N°46.  
Hasta ese momento su nombre era Daniela Romina Furci, supuesta hija del exagente de inteligencia Miguel Ángel Furci y su esposa, y hacía tres años se había enterado por accidente que no era hija biológica de ellos. 
Sobre esa etapa ella cuenta: "El juez no me hizo vivir con mi familia biológica porque yo ya tenía 17 y no quería. Me puso como condición verlos en Argentina". "Por muchos años ellos vinieron una o dos veces al año. Yo no quería escuchar lo que ellos tenían que decirme porque era demasiado doloroso. No quería, no podía, construir una relación a partir de una obligación." Sin embargo, más adelante desarrolló una relación más estrecha con su familia biológica.
Durante el año 2015 Mariana se integró a una campaña internacional llevada adelante por la Embajada de Argentina en Francia para ubicar en el exterior a niños que, como ella, hayan sido secuestrados y apropiados durante la dictadura. Se sospecha que muchos de ellos hayan sido sacados del país al finalizar las dictaduras del Río de la Plata.

## En la cultura y el arte
El cantante uruguayo de música popular El Sabalero compone en su exilio en México la canción "Angelitos" en cuya letra nombra a los 14 niños y niñas uruguayas desaparecidas durante la dictadura, y en la que nombra a Mariana. La cantó por primera vez en el año 1984 en su retorno del exilio en el Estadio Luis Francini frente a 20 mil personas. 
En 1993 Banda Oriental publica el libro de Mariela Salaberry: "Mariana tu y nosotros: Diálogo con María Esther Gatti" en el que su abuela relata lo transitado durante los 16 años de búsqueda de su hija, yerno y nieta Mariana.
En 1997 se estrena la película documental de producción francesa y uruguaya "Por esos ojos", que cuenta la búsqueda que realizó su abuela materna María Esther Gatti de Islas para encontrarla.
Durante el año 2012 la Televisión Pública Argentina, con el apoyo de las Abuelas de Plaza de Mayo realiza una serie de audiovisuales donde se recopilan testimonios y se cuenta el proceso de restitución de la identidad de niños y niñas apropiados durante el Terrorismo de Estado en Argentina (1974-1980) "Nietos, historias con identidad - Mariana Zaffaroni Islas"
En diciembre del 2023 se presentó en Bueno Aires el libro "Los nietos te cuentan como fue: historias de identidad", donde se seleccionan las historias de 13 nietas y nietos restituidos para contar sus historias desde la perspectiva de sus protagonistas, y donde además dos de las nietas de las que se cuentan sus historias se vuelven autoras junto a Analía Argento. Mariana aporta textos y Sabrina ilustraciones, además de haber sido pensado para ser presentado el 10 de diciembre, Día Internacional de los Derechos Humanos,presentándose en mayo del 2024 en Montevideo.

## Obras
- Salaberry, Mariela; Zaffaroni Islas, colab., Mariana (1993). Mariana tú y nosotros : diálogo con María Ester Gatti. Montevideo: Ed. de la Banda Oriental. Consultado el 03-02-2025.
- Zaffaroni Islas, Mariana (2023). Historia del siglo XX : contada para todos. Ciudad de Buenos Aires: Marea Editorial. Consultado el 03-02-2025.
- Zaffaroni Islas, Mariana; Argento, Analía; Gullino il., Sabrina (2023). Los nietos te cuentan cómo fue : historias de identidad. Ciudad de Buenos Aires: Marea Editorial. Consultado el 03-02-2025.